# أحسن طافر
لواء أحسن ظافر (25 ديسمبر 1943 - 30 أبريل 2022) قائد القوات البرية الجزائرية السابق من 2014 إلى 2018.

## مسيرته
تحصل على دبلومات عسكرية في التكوين الأساسي، الدروس التطبيقية في الأركان بالجزائر وكذلك الدراسات العليا الحربية بالخارج. بالإضافة إلى ذلك فهو متحصل على شهادة الباكالوريا وليسانس في العلوم السياسية.
شغل اللواء أحسن طافر عدة مناصب عليا، خصوصا:
- قائد لواء المشاة؛
- رئيس أركان لواء مشاة ميكانيكية؛
- مدير التعليم العسكري بالأكاديمية العسكرية لمختلف الأسلحة / شرشـــال؛
- رئيس مكتب التدريب والعمليـــات؛
- قائد لواء مشاة ميكانيكية؛
- رئيس قسم المشاة /ق.ق.ب؛
- قائد فرقة مشاة ميكانيكية؛
- قائد المدرسة التطبيقية للمشاة.
- في سنة 1993، رقي إلى رتبة عميد وإلى رتبة لواء في سنة 1999.
- في سنة 1994، عين قائد أركان القوات البرية؛ في سنة 2000 عين قائد للناحية العسكرية الثالثة.
- في سنة 2004 عين قائـــدا للقوات البريـــة.
- في 2018 أحيل على التقاعد و خلفه اللواء السعيد شنقريحة.

## رتب و جوائز
- تحصل اللواء أحسن طافر على ميدالية جيش التحرير الوطني، ميدالية الاستحقاق العسكري، ميدالية وسام الجيش الوطني الشعبي من الشارة الثانية والميدالية الشرفية.